# Anatra DI
L'Anatra DI (également connu comme Anadis, Anaispano ou Anatra type 15) est un chasseur monoplace expérimental russe de la Première Guerre mondiale.
Ce curieux chasseur présentait un aspect similaire à l’Anatra DS mais avec un fuselage à structure monocoque entièrement en bois et un moteur en ligne Hispano-Suiza. Les dimensions des deux appareils était sensiblement identiques, l’Anatra DI possédait une autonomie exceptionnelle pour un monoplace. En fait le poste arrière était simplement dissimulé par une plaque de revêtement, le prototype ayant été conçu pour permettre à l’ingénieur Dekan et à son mécanicien Robinet de quitter la Russie dans le cas où l’agitation bolchévique l’emporterait. 
L’appareil fut bien présenté en 1916 à l’Armée russe comme monoplace de chasse et testé par le pilote Kononenko. Pesant 120 kg de moins que l’Anatra DS, il se révéla aussi rapide et maniable que les monoplaces allemands. 
En septembre 1917, le capitaine N.A.Makarov suggéra d’utiliser cet appareil, stocké dans un coin de l’usine d’Odessa, pour effectuer une liaison Odessa - Salonique - Rome - Marseille – Paris et retour. L’objectif était de rendre visite aux usines aéronautiques alliées, montrer un avion russe et tenter d’obtenir plus de soutien de la part des Alliés. Ayant obtenu les autorisations nécessaires, il effectua un essai avec charge de 500 kg le 14 octobre 1917 et décolla finalement début novembre, au moment où éclatait la Révolution. Malheureusement, l’avion fut détruit durant un atterrissage en fortune en Roumanie après une défaillance du moteur.